# (500359) 2012 TC28
(500359) 2012 TC28 es un asteroide perteneciente al cinturón de asteroides, descubierto el 22 de septiembre de 2012 por el equipo del Spacewatch desde el Observatorio Nacional de Kitt Peak, Arizona, Estados Unidos.

## Designación y nombre
Designado provisionalmente como 2012 TC28.

## Características orbitales
2012 TC28 está situado a una distancia media del Sol de 3,035 ua, pudiendo alejarse hasta 3,383 ua y acercarse hasta 2,687 ua. Su excentricidad es 0,114 y la inclinación orbital 14,09 grados. Emplea 1932,03 días en completar una órbita alrededor del Sol.

## Características físicas
La magnitud absoluta de 2012 TC28 es 16,3.